# Valans spådom

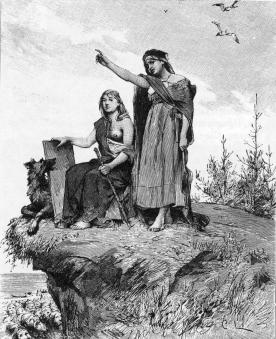
Völvan från Völuspá.

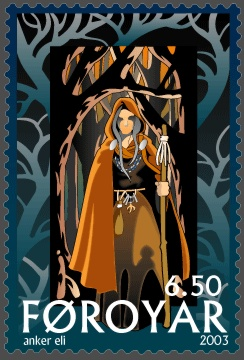
Färöiskt frimärke föreställande Völvan.

Valans spådom, Völvans spådom eller Völuspá (fornnordiska: Vǫluspá, isländska: Völuspá) är den så kallade Poetiska Eddans (Codex Regius) första och i de flesta avseenden även förnämsta dikt. Den intar en alldeles särskild ställning bland eddadikterna, i att den, i motsats till alla övriga verken, inte skildrar en episod ur guda- eller människolivet, ej heller – som Havamal – är av sedelärande innehåll. Den utgör istället en världshistoria i kortaste möjliga sammandrag som redogör för världens uppkomst och gudarnas och människornas öden fram till denna världs undergång, Ragnarök, och slutar med en kort, men hänförd skildring av en därpå följande ny och bättre värld.  
Diktens namn, "Spåkvinnans profetia" (eller "Völvans spådom"), kommer från att den är lagd i munnen på en kringvandrande spåkvinna, en så kallad völva (kvinnlig schaman), som riktar sina ord till hela människosläktet. 

## Skapelsemyten
I tidens början fanns två världar, eldens och köldens. I svalget mellan dem, Ginnungagap, föll gnistor från den förra på isen från köldvärlden. Därav uppkom den väldige Ymer, jättarnas stamfader, samt kon Ödhumla, från vilken asarna (gudarna) leder sitt ursprung:
| ” | I åldrarnas morgon, då Ymer levde, var ej sand, ej sjö, ej svala vågor; jorden fanns icke, ej upptill himlen ett gapande svalg fanns men gräs ingenstädes. | „ |

Gudarna dräpte Ymer och skapade jorden av hans kött, bergen av hans ben, skog av håret, av hans blod böljorna och av huvudskålen himlavalvet. Sedan skapade asarna det första människoparet av två träd, Ask och Embla.

## Diktens ålder
Kvädets ålder är, trots all forskning, ännu tämligen obestämd. Under mitten av 1800-talet ville man tillskriva det en mycket hög ålder (ända till 400-talet eller ännu tidigare), medan det under de efterföljande 50 åren en motsatt ytterlighet i uppfattningen av denna fråga framträtt, i det man påstått att Völuspá varit författad först på 1100-talet. En kompromiss av dessa båda uppfattningar blev att dikten kan vara äldre än 900-talet. Vi känner dock till att en stor del av de dikter som Völuspá verkar kunna kopplas till (så kallade skaldedikter) tillkom mellan 900 och 1100. Dessa dikter har det gemensamt att de innehåller spår av tradering (muntligt framförande). Exempel på detta är omkväden (i Völuspá upprepas exempelvis versen "Veten I än, eller vad?"), synonymer och kenningar. Völuspá verkar dock inte kunna vara äldre än att skalden hade haft kontakt med kristendomen, vilket diskuteras utförligare nedan. Dock är det troligt att delar av dikten var spridda redan vid början av 1000-talet vilket Skarpåkerstenen vittnar om. Det är möjligt att dikten ursprungligen tecknades ner baserad på tidigare traditionella dikter och i likhet med många runstenar innehåller en blandning av kristna och hedniska motiv. Forskaren Henry Adams Bellows kommenterar att det inte är rimligt att dikten skrevs efter år 1000, men att den förmodligen komponerades av en hednisk islänning på 900-talet med mycket lösa band till kristendomen. Han menar att härskaren som nämns i vers 65, som ofta tolkas som Jesus, inte alls behöver ha någon sådan koppling och att om så var fallet är kontrasten med det mesta av diktens övriga innehåll så stor att den måste lagts till långt senare vilket stöds av att versen saknas i äldre upplagor av dikten.

## Författaren
Att man under dessa förhållanden inte med visshet kan säga något om författarens person, säger sig självt. Inte ens författarens nationalitet är fastslagen. De flesta anser att kvädet härstammar från Norge, medan andra däremot antar att författaren varit islänning.

## Syfte
Ännu mindre har någon enighet nåtts beträffande den högst viktiga och redan i mer än hundra år omtvistade frågan vad diktens innersta syfte är och vilka dess källor varit. Å ena sidan anser man den vara ett rent och oförfalskat uttryck för en alltigenom hednisk världsåskådning och byggd uteslutande på inhemska nordiska motiv samt möjligen tillkommen i det särskilda syftet att gentemot den utifrån alltmera påträngande kristendomen framställa den gamla hedniska gudaläran i all sin skönhet för att visa, att denna väl kunde mäta sig med främlingens. Å andra sidan anser man Völuspá vara ett uttryck för den sammansmältning av hednisk och kristen världsåskådning, som under hedendomens sista och kristendomens första tid i Norden lätt kunde hos högt begåvade personligheter (särskilt de vittfarna och högt kultiverade nordborna i väster) infinna sig. Huvudstödet för denna mening utgörs av vad dikten har att förtälja om livet efter detta; en framställning, som till den grad erinrar om de motsvarande kristna föreställningarna, att överensstämmelsen tycks svårligen kunna bero på annat än lån (jämför Yggdrasil). 
Det har flitigt debatterats i hur hög grad Völuspá har påverkats av kristna föreställningar och framförallt kristen eskatologi. Vers 59–66, som behandlar den nya världen efter Ragnarök, verkar ha påverkats av kristendomen. "Den mäktige [...], den starke, ovanifrån, han som styr över allt" kan i en sådan läsning tolkas som Gud, Balder påminner om Kristus; Vindhem och guldpalatset på Gimle om Himmelriket och det nya Jerusalem i Uppenbarelseboken, där man också finner en parallell till den nya draken i sista versen (som dock är kronologiskt malplacerad, vilket kan betyda att den är ursprunglig). Samtidigt är skildringen av hur Liv och Livtrasir överlever världsbranden och på nytt befolkar jorden, snarare i linje med den cykliska tidsuppfattningen hos andra indoeuropeiska mytologier (jämför åldrarna i grekisk mytologi och hinduismens cykliska kosmologi) än med den linjära tidsuppfattningen i religioner med semitiskt ursprung som judendom och kristendom. Dessa till synes kristna element kan också ha lagts till i efterhand.

## Översättningar
Följande svenska översättningar har gjorts av Valans spådom:
- Johan Göransson, 1750
- Arvid August Afzelius, 1818
- Peter August Gödecke, 1877
- Nils Fredrik Sander, 1893
- Edvin Thall, 1912
- Erik Brate, 1913
- Axel Åkerblom, 1920
- Åke Ohlmarks, 1948
- Björn Collinder, 1957
- Jan Karlsson, 2000 (i boken Hon av Erling Kittelsen)
- Alexander Bågenholm, 2013